# 烏利尼夫卡
49°5′31″N 34°1′15″E / 49.09194°N 34.02083°E
烏利尼夫卡（烏克蘭語：Улинівка）是烏克蘭中部的村莊，隸屬波爾塔瓦州的克雷門丘克區。該村距離蘇希科貝利亞喬克1公里，海拔高度91米，2001年人口264。